# 手筋 (将棋)
手筋（てすじ）とは将棋用語の一つ。将棋の対局において様々な局面で頻出する有効な駒の使用手法のことで、将棋というゲームを進めるにあたって勝つためのテクニックにあたる。おもに各将棋駒の特性を生かした、攻めの手筋・寄せの手筋と受けの手筋とがある。
将棋の対局の他に詰将棋においても一部生じることもある。

## おもな手筋
歩の手筋
- 手裏剣の歩
- 焦点の歩
- 叩きの歩
- 垂れ歩/垂らしの歩
- ダンスの歩
- 継ぎ歩
- 歩の連打/連打の歩
- 控えの歩
- 底歩
- 面打の歩
- 蓋歩
- 紐歩
- 単打の歩
- 合わせ歩
- 突き違いの歩
- 突き越しの歩
- と金攻め
- 銀ばさみ

香車の手筋
- 2段ロケット
- 田楽刺し
- 歩の裏側に香打ち

桂馬の手筋
- ふんどしの桂
- 歩頭の桂
- つるし桂
- 控えの桂
- 継ぎ桂/つなぎ桂
- 跳ね違いの桂

銀将の手筋
- 割打ちの銀/銀のたすき掛け
- 桂頭の銀
- 腹銀
- 銀をかける

金将の手筋
- 頭金
- 尻金
- 腹金
- タコ金
- 金送りの手筋

角行の手筋
- 筋違いの角打ち
- 角による両取り
- 攻防の角
- 自陣角
- 遠見の角
- 幽霊角
- 角交換
- 角のたすき掛け
- 角のコビン攻め
- 角切り
- 馬引き

飛車の手筋
- 十字飛車
- 自陣への飛車打ち/自陣飛車
- 一間龍
- 送りの手筋
- 飛車交換
- 飛車切り
- 龍引き

駒共通
- 合駒請求
- 合わせ
- 移動合い
- 移動捨て合い
- 中合い
- 打ち込み
- おかわり
- 捨て駒
  - ただ捨て
  - 成り捨て
  - 押し売り
  - 打ち捨て
- 不成の手筋
- 王手の手筋
  - 逆王手
  - あき王手
  - 両王手
- 早逃げ/早逃がし
- 米長玉
- 駒の貼り付け
- こびん攻め
- 端攻め
- 切り返し
- 縛り/挟撃
- 退路封鎖
- 素抜き
- 張り付き
- ひも付け
- 手渡し

## 参考図書
- 『羽生善治の手筋の教科書』（羽生善治著、河出書房新社）
- 『羽生の法則1 歩の手筋』（羽生善治著、マイナビ出版(日本将棋連盟)、2003年）
- 『羽生の法則2 金銀の手筋』（羽生善治著、マイナビ出版(日本将棋連盟)、2004年）
- 『羽生の法則3 玉桂香の手筋』（羽生善治著、マイナビ出版(日本将棋連盟)、2004年）
- 『羽生の法則4 飛角の手筋』（羽生善治著、マイナビ出版(日本将棋連盟)、2004年）
- 『将棋・ひと目の手筋』（週刊将棋編、渡辺明監修、マイナビ将棋BOOKS、）
- 『格言・用語で覚える居飛車の基本手筋』（神崎健二著、マイナビ将棋BOOKS、）
- 『将棋は歩から(上)(中)(下)』（加藤治郎、東京書店）
- 『寄せの手筋200』（金子タカシ著、浅川書房）
- 『持ち駒別 端攻めの手筋』（竹内雄悟、マイナビ将棋BOOKS、2023)
- 『谷川流 攻めの手筋 わかりやすいオール図解 先鋭早仕掛けの決め手』（谷川浩司著、有紀書房、1983年）
- 『振り飛車党のための受けの手筋』（菅井竜也著、マイナビ将棋BOOKS、2023年）
- 『将棋手筋の教科書 歩・香・桂編』(高橋道雄著、ステップアップ将棋講座、山海堂、2006年）
- 『将棋手筋の教科書 2 銀・金・角・飛編』(高橋道雄著、ステップアップ将棋講座、山海堂、2006年）
- 『現在のコンピュータ将棋プログラムと人間の手筋との比較調査』（中川聖也他、2014年、情報処理学会）
- 『現在のコンピュータ将棋プログラムと人間の手筋との比較調査』（山本健太著、高知工科大学 情報学群平成 30 年度 学士学位論文）